# Skeleton op de Olympische Winterspelen 2022
Skeleton was een van de sporten die beoefend werden tijdens de Olympische Winterspelen 2022 in Peking. De wedstrijden vonden plaats in het Yanqing Sliding Centre.

## Wedstrijdschema
| Datum                 | Lokale tijd   | MET           | Mannen             | Vrouwen            |
| --------------------- | ------------- | ------------- | ------------------ | ------------------ |
| vrijdag 4 februari    | 20:00         | 13:00         | Openingsceremonie  | Openingsceremonie  |
| donderdag 10 februari | 09:30         | 02:30         | 1e en 2e run       |                    |
| vrijdag 11 februari   | 09:30 / 20:20 | 02:30 / 13:20 | 3e en 4e run       | 1e en 2e run       |
| zaterdag 12 februari  | 20:20         | 13:20         |                    | 3e en 4e run       |
| zondag 20 februari    | 20:00         | 13:00         | Sluitingsceremonie | Sluitingsceremonie |

## Medailles

### Medaillewinnaars
| Onderdeel | Goud                           | Goud    | Zilver                     | Zilver  | Brons                   | Brons   |
| --------- | ------------------------------ | ------- | -------------------------- | ------- | ----------------------- | ------- |
| Mannen    | Christopher Grotheer Duitsland | 4.01,44 | Axel Jungk Duitsland       | 4.01,67 | Yan Wengang China       | 4.01,77 |
| Vrouwen   | Hannah Neise Duitsland         | 4.07,62 | Jaclyn Narracott Australië | 4.08,24 | Kimberley Bos Nederland | 4.08,46 |

### Medaillespiegel
| Plaats | Land      | NOC    | Goud | Zilver | Brons | Totaal |
| ------ | --------- | ------ | ---- | ------ | ----- | ------ |
| 1      | Duitsland | GER    | 2    | 1      | 0     | 3      |
| 2      | Australië | AUS    | 0    | 1      | 0     | 1      |
| 3      | China     | CHN    | 0    | 0      | 1     | 1      |
| 3      | Nederland | NED    | 0    | 0      | 1     | 1      |
| Totaal | Totaal    | Totaal | 2    | 2      | 2     | 6      |